# Langue de serpent (bijou)
Pour les articles homonymes, voir Langue de serpent.

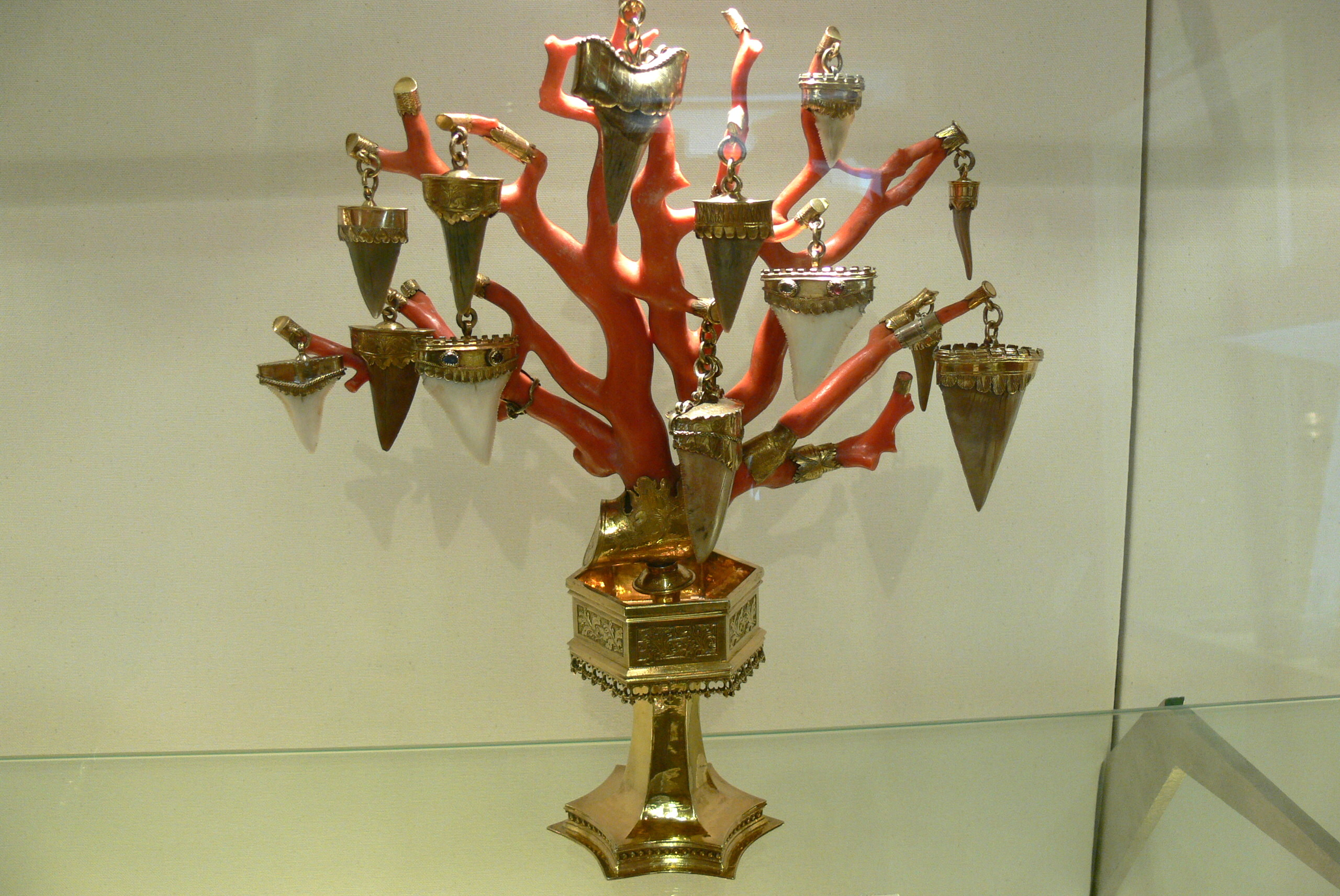
Languier en corail portant des langues de serpent, Vienne, trésor de l'ordre teutonique, Inv.-Nr. K-037.

La langue de serpent est une pierre précieuse formée par la fossilisation d'une dent de requin ou provenant d'une flèche du néolithique et qui, dans l'imaginaire des gens, avait pour fonction de détecter les poisons et un pouvoir de guérison contre les morsures des serpents. On l'appelle aussi glossopètre (langue en pierre). Aux XVIe et XVIIe siècles, on désignait parfois sous le nom de pierre d'hirondelle des dents de squales fossiles,. Ces langues pouvaient être suspendues à une pièce d'orfèvrerie en forme d'arbre nommée « languier ».

## Utilisation
Elle est principalement utilisée à partir du Moyen Âge. Dans l'inventaire des biens meubles d'Alix de Frolois, abbesse de Jouarre, dressé en 1369, on trouve parmi d'autres pièces précieuses, une langue de serpent. 
On croyait qu'une langue de serpent pouvait déceler la présence du poison dans un breuvage. On s'en servait également pour faire l'essai du sel. C'était donc un objet précieux ainsi qu'en témoignent encore des comptes dans lesquels on peut lire cette mention : « Item une nef d'argent et une langue de serpent avecques. »

## Plusieurs origines
La langue de serpent n'est pas toujours une dent fossile de requins. Conrad Gesner indique dès le XVIe siècle : « Il y a des auteurs qui pensent que les pierres dites Glossopètres ont du rapport avec celles qu'on appelle Céraunies, non pas quant à la forme, mais quant à la matière, très dure et très résistante chez les unes et les autres, et quant à la surface qui est brillante, quoique cependant elle ait plus d'éclat chez les Glossopètres ! Ce sont ces pierres que les Italiens appellent SAËTE, c'est-à-dire POINTES DE FLÈCHES (!). ». Ulisse Aldrovandi confirme en indiquant que « Les Italiens appellent des pierres analogues aux Glossopètres des SAETTE, c'est-à-dire des flèches. » Les dessins de Michele Mercati montrent des « POINTES DE FLÈCHES, de l'époque Néolithique ».
Les pointes de flèches ont été aussi appelées en Italie Langues de Saint Paul (Linga di San Polo), par christianisation du Dragon astronomique, constellation polaire représentée par un serpent. Marcel Baudoin indique que la plupart des pièces italiennes viennent des Abruzzes, où on les appelle Lingue di S. Paolo. Dans les Landes, comme au Japon, ces pointes de flèches sont des pierres de tonnerre.

## Armorique
La langue de serpent est indiquée au XVIe siècle dans le Petit traité de l'antiquité et singularités de Bretagne Armorique de Roch Le Baillif.
On peut aussi trouver dans la Description historique, topographique et naturelle de la Bretagne du président de Robien, au XVIIIe siècle, dans une planche du volume 4, deux dents dont l'une, dentelée, appartient sans aucun doute au Carcharodon. Le renseignement fourni par la légende est le suivant : « Langues de serpents, autrement de Carcarias appelé Glossopetra ». 
Le trésor des ducs de Bretagne, inventorié en 1490, contenait un certain nombre de ces amulettes :
« • 44. - Une langue de serpent, garnye d'argent doré, pesante o sa garniture, fonce d'argent…

• 105. — Une grande langue de serpent, garnye d'argent blanc.

• 116. — Deux langues de serpent, rompues en quatre pièces, dont l'une plus grande que l'autre, et ung chasseis d'argent doré pour la moindre d'icrlles, pesant 1 once 1 gros eschars.
 
• 117. — Deux langues de serpent, tant grandes que petites, hors de entre, non garnyes.
 
• 118. — Une grande langue de serpent, non garnye hors d'eurre.

• 119. — Une grande langue de serpent, enchassée en argent, que le feu evêque de Saint-Malo donna au Duc. »
Ces objets précieux « estoint en ung coffret plat de boays merqueté, garny d'argent doré […] ». L'éditeur de cette description a donné, en outre, la note suivante : « Langue de serpent. — Pierre jadis estimée, aujourd'hui peu connue, de couleur rose blanchâtre, plus foncée et luisantle dans la partie qui se termine, en pointe. Sa forme, parfaitement analogue à la langue de serpent, avait inspiré, au Moyen Âge, la croyance qu'elle provenait de ces animaux, et que par son contact elle découvrait en devenant humide, les mets empoisonnes, le venin, et rompait le charme des enchanteurs. »
La langue de serpent était encore l'objet au XIXe siècle, à Talensac d'une superstifion très populaire. On croyait en effet qu'en introduisant le précieux talisman dans la manche d'un conscrit, entre le vêtement et la peau, il avait le pouvoir, le jour du tirage au sort « d'exempter du service » l'heureux possesseur de l'objet employé, lequel n'était autre chose qu'une dent de squale fossile.